# I Am... World Tour
I Am... Tour는 미국의 싱어송라이터 비욘세 놀스의 네 번째 월드 콘서트 투어이다. 이 투어는 세 번째 정규 앨범인 I Am... Sasha Fierce를 서포트하기 위해 유럽, 아메리카, 아시아, 아프리카 그리고 오스트레일리아를 방문했다.
2009년에 이 투어는 제6회 빌보드 투어링 어워드에서 "이벤트풀 초이스 상을" 받았다. 이 투어는 총 108회에 걸쳐 8,600만 달러에서 10,800,000만 달러를 벌어들였다고 빌보드에 알렸다.

## 배경
2008년 10월 빌보드 지에 I Am... Sasha Fierce를 지원하는 투어를 2009년 봄부터 시작하겠다고알렸다. 이후 2008년 12월에 유럽부터 시작하는 투어 일정을 공개했다. 비욘세는 2009년 3월 말에 리허설과 같은 공연을 펼쳤고, 본격적인 투어는 2009년 4월 26일 크로아티아의 자그레브부터 시작되었다. 이후 이 투어는 높은 수입을 올려 소니 뮤직은 영국, 아시아, 남미에서의 추가 일정을 발표했다.
프랑스의 디자이너인 티에리 뮈글러는 패션 업계에서 은퇴 후, 비욘세의 투어 의상을 맡았다. 의상은 여성성, 자유, 전사, 용맹이라는 총 4가지의 테마로 만들어졌고, 비욘세의 어머니인 티나 놀즈와 테에리 뮈글러가 댄서, 밴드 멤버들까지 합해 총 72벌의 의상을 제작했다. 대부분의 의상들은 속옷을 연상시키는 하이레그 컷이 많았는데, "관객들이 보는 의상이 속옷이 아니냐는 오해를 살 정도로 과감하다. 이번엔 이전보다 섹시미를 더 강조했다"라고 대한민국 콘서트 담당 윤수임(Ally Suim Yoon) 팀장이 말했다.

## 콘서트 개요

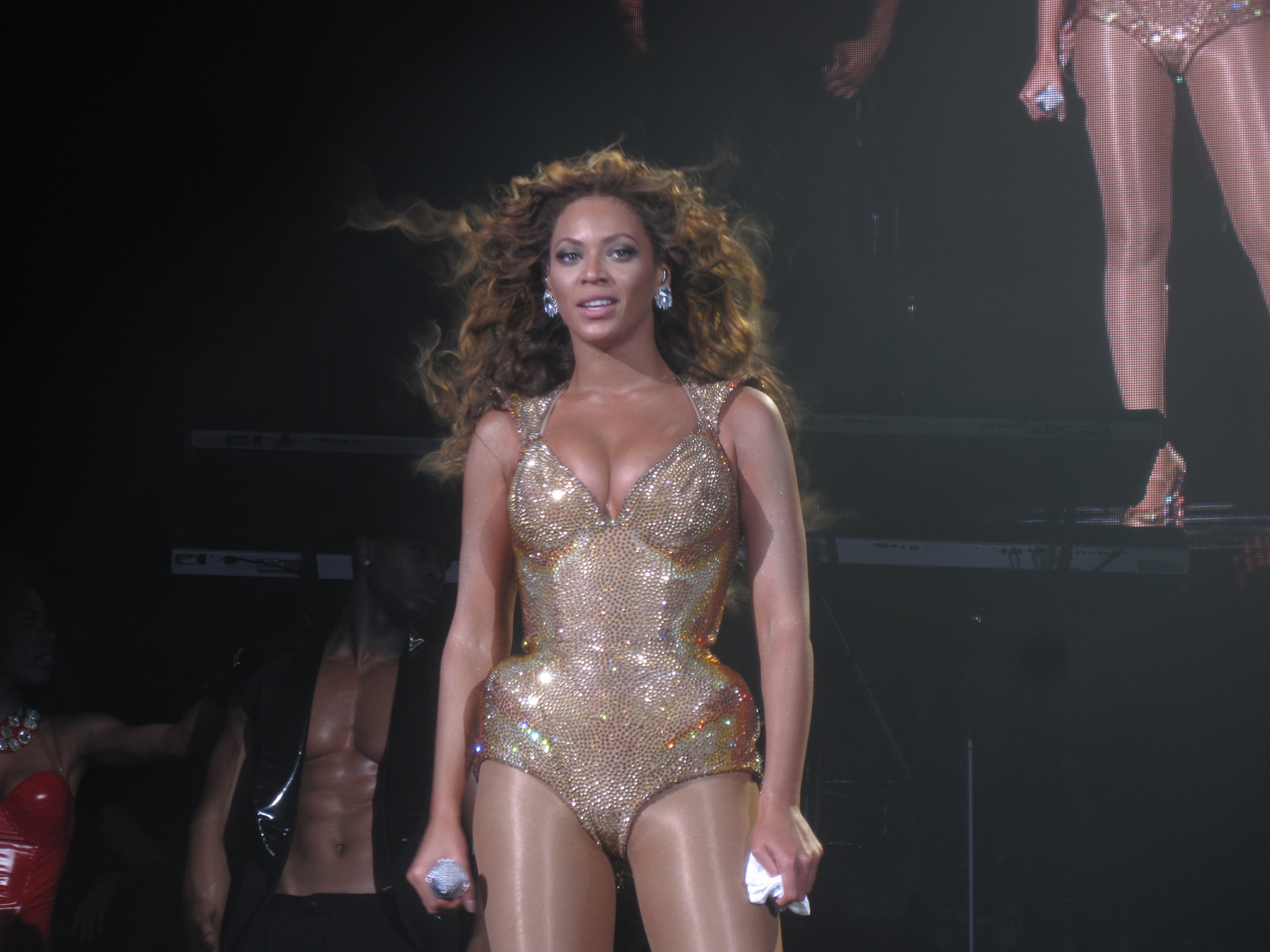
런던에서 공연 중.

메인 무대는 계단과 커다란 LED 화면으로 간단하게 되어있는데, 계단에는 비욘세의 밴드 "슈가 마마"와 백 보컬 가수 "더 마마스"가 위치했다. 또한 관객들의 한 가운데에 있는 작은 무대 B-스테이지가 있어 비욘세가 이 무대를 나중에 사용한다.
쇼는 비욘세가 금빛 점프 수트를 입고서 실루엣상태로 나타나 "Déjà Vu"의 첫 구절을 부르며 시작하고, 이후 비욘세가 "Crazy in Love"를 부르며 본격적인 공연을 시작했다. 랩 파트 부분에서는 제이-지가 출연하기도 했다. "Crazy in Love"가 끝나면 "Naughty Girl", "Freakum Dress", "Get Me Bodied"를 이어 불렀다.
곧 이어 새하얀 의상을 입고서 계단에 나타나 "Smash Into You"를 불렀다. 나중에, "Ave Maria"와 "Angel"을 불렀다. 비욘세의 노래 "Broken-Hearted Girl"까지 계속되었다. 다음 노래는 "If I Were a Boy"였는데, 노래가 시작하기 전 뮤직비디오 끝부분이 나와 시작을 알렸다. 투팍 샤커의 "California Love"와 앨러니스 모리세트의 "You Oughta Know"를 불르기도했다.

## 세트리스트
다음 세트리스트는 2009년 6월 21일 열렸던 공연을 기준으로 작성 한 것으로, 모든 공연이 아래의 세트리스트와 일치하지는 않는다.
1. "Crazy in Love"
2. "Naughty Girl"
3. "Freakum Dress"
4. "Get Me Bodied"
5. "Smash Into You"
6. "Ave Maria" / "Angel"
7. "Broken-Hearted Girl"
8. "If I Were a Boy" / "You Oughta Know"
9. "Diva"
10. "Radio"
11. "Me, Myself and I"
12. "Ego"
13. "Hello"
14. "Baby Boy"
15. "Irreplaceable"
16. "Check on It"
17. 데스티니 차일드 메들리: "Bootylicious" / "Bug a Boo" / "Jumpin', Jumpin'"
18. "Upgrade U"
19. "Video Phone"
20. "Say My Name"
21. "At Last"
22. "Listen"
23. "Single Ladies (Put a Ring on It)"
24. "Halo"

## 투어 일정
| 날짜                 | 도시             | 나라              | 장소                               |
| 북아메리카           | 북아메리카       | 북아메리카        | 북아메리카                         |
| -------------------- | ---------------- | ----------------- | ---------------------------------- |
| 2009년 3월 26일      | 애드먼턴         | 캐나다            | 렉솔플레이스                       |
| 2009년 3월 27일      | 새스커툰         | 캐나다            | 크레딧 유니온 센터                 |
| 2009년 3월 28일      | 위니펙           | 캐나다            | MTS 센터                           |
| 2009년 3월 31일      | 밴쿠버           | 캐나다            | 로저스 아레나                      |
| 2009년 4월 1일       | 시애틀           | 미국              | 키아레나                           |
| 유럽                 |                  |                   |                                    |
| 2009년 4월 26일      | 자그레브         | 크로아티아        | 자그레브 아레나                    |
| 2009년 4월 28일      | 빈               | 오스트리아        | Wiener Stadthalle                  |
| 2009년 4월 29일      | 부다페스트       | 헝가리            | 부다페스트 스포츠 아레나           |
| 200년 4월 30일       | 프라하           | 체코              | O2 아레나                          |
| 2009년 5월 2일       | 로테르담         | 네덜란드          | 어호이 로테르담                    |
| 2009년 5월 3일       | 로테르담         | 네덜란드          | 어호이 로테르담                    |
| 2009년 5월 5일       | 파리             | 프랑스            | 팔레 옴니스포 드 파리-베르시       |
| 2009년 5월 6일       | 스트라스부르     | 프랑스            | 제니스 드 스타리스부르             |
| 2009년 5월 7일       | 안트베르펜       | 벨기에            | Sportpaleis Antwerp                |
| 2009년 5월 8일       | 베를린           | 독일              | O2 월드                            |
| 2009년 5월 10일      | 헤르닝           | 덴마크            | 홀 M                               |
| 2009년 5월 11일      | 예테보리         | 스웨덴            | 스칸디나비움                       |
| 2009년 5월 13일      | 스톡홀름         | 스웨덴            | 에릭슨 글로브                      |
| 2009년 5월 15일      | 오버하우젠       | 독일              | 코닝-필스너 아레나                 |
| 2009년 5월 16일      | 취리히           | 스위스            | Hallenstadion                      |
| 2009년 5월 18일      | 리스본           | 포르투갈          | MEO 아레나                         |
| 2009년 5월 19일      | 마드리드         | 스페인            | 마드리드자치지역 스포츠궁          |
| 2009년 5월 20일      | 바르셀로나       | 스페인            | Palau Sant Jordi                   |
| 2009년 5월 22일      | 뉴캐슬어폰타인   | 영국              | 메트로 라디오 아레나               |
| 2009년 5월 23일      | 버밍엄           | 영국              | 네셔널 인도어 아레나               |
| 2009년 5월 25일      | 런던             | 영국              | 더 O2                              |
| 2009년 5월 26일      | 런던             | 영국              | 더 O2                              |
| 2009년 5월 27일      | 맨체스터         | 영국              | 맨체스터 아레나                    |
| 2009년 5월 29일      | 더블린           | 아일랜드          | 더 O2                              |
| 2009년 5월 30일      | 더블린           | 아일랜드          | 더 O2                              |
| 2009년 5월 31일      | 벨파스트         | 북아일랜드        | 오디세이 아레나                    |
| 2009년 6월 1일       | 벨파스트         | 북아일랜드        | 오디세이 아레나                    |
| 2009년 6월 3일       | 더블린           | 아일랜드          | 더 O2                              |
| 2009년 6월 4일       | 더블린           | 아일랜드          | 더 O2                              |
| 2009년 6월 6일       | 리버풀           | 영국              | 에코 아레나 리버풀                 |
| 2009년 6월 7일       | 셰필드           | 영국              | 셰필드 아레나                      |
| 2009년 6월 8일       | 런던             | 영국              | 더 O2                              |
| 2009년 6월 9일       | 런던             | 영국              | 더 O2                              |
| 북아메리카           |                  |                   |                                    |
| 2009년 6월 21일      | 뉴욕             | 미국              | 매디슨 스퀘어 가든                 |
| 2009년 6월 22일      | 뉴욕             | 미국              | 매디슨 스퀘어 가든                 |
| 2009년 6월 23일      | 볼티모어         | 미국              | 볼티모어 아레나                    |
| 2009년 6월 24일      | 워싱턴 D.C.      | 미국              | 버라이존 센터                      |
| 2009년 6월 26일      | 필라델피아       | 미국              | 와코비아 센터                      |
| 2009년 6월 27일      | 그린즈버러       | 미국              | 그린즈버러 콜로세움                |
| 2009년 6월 29일      | 선라이즈         | 미국              | 뱅크애틀랜틱 센터                  |
| 2009년 7월 1일       | 애틀랜타         | 미국              | 필립스 아레나                      |
| 2009년 7월 3일[a]    | 뉴올리언스       | 미국              | 루이지애나 슈퍼돔                  |
| 2009년 7월 4일       | 휴스톤           | 미국              | 도요타 센터                        |
| 2009년 7월 5일       | 댈러스           | 미국              | 아메리칸 에어라인스 센터           |
| 2009년 7월 7일       | 피닉스           | 미국              | US 에어웨이스 센터                 |
| 2009년 7월 9일       | 새크라멘토       | 미국              | ARCO 아레나                        |
| 2009년 7월 10일      | 오클랜드         | 미국              | 오라클 아레나                      |
| 2009년 7월 11일      | 애너하임         | 미국              | 혼다 센터                          |
| 2009년 7월 13일      | 로스앤젤레스     | 미국              | 스테이플스 센터                    |
| 2009년 7월 16일      | 미니애폴리스     | 미국              | 타겟 센터                          |
| 2009년 7월 17일      | 시카고           | 미국              | 유나이티드 센터                    |
| 2009년 7월 18일      | 오번 힐스        | 미국              | 더 플레이스 오브 오번 힐스         |
| 2009년 7월 20일      | 토론토           | 캐나다            | Molson Amphitheatre                |
| 2009년 7월 21일      | 몬트리올         | 캐나다            | 벨 센터                            |
| 2009년 7월 23일      | Uncasville       | 미국              | Mohegan Sun Arena                  |
| 2009년 7월 24일      | 이스트러더퍼드   | 미국              | 아이조드 센터                      |
| 2009년 7월 30일      | 패러다이스       | 미국              | 앵콜 극장                          |
| 2009년 7월 31일      | 패러다이스       | 미국              | 앵콜 극장                          |
| 2009년 8월 1일       | 패러다이스       | 미국              | 앵콜 극장                          |
| 2009년 8월 2일       | 패러다이스       | 미국              | 앵콜 극장                          |
| 아시아               |                  |                   |                                    |
| 2009년 8월 7일[b]    | 대판             | 일본              | Maishima Sports Island             |
| 2009년 8월 9일[b]    | 천엽             | 일본              | 지바 마린 스타디움                 |
| 유럽                 |                  |                   |                                    |
| 2009년 8월 29일[c]   | 도네츠크         | 우크라이나        | 돈바스 아레나                      |
| 오세아니아           |                  |                   |                                    |
| 2009년 9월 15일      | 맬버른           | 오스트레일리아    | 로드 레이버 아레나                 |
| 2009년 9월 16일      | 맬버른           | 오스트레일리아    | 로드 레이버 아레나                 |
| 2009년 9월 18일      | 시드니           | 오스트레일리아    | 시드니 슈퍼돔                      |
| 2009년 9월 19일      | 시드니           | 오스트레일리아    | 시드니 슈퍼돔                      |
| 2009년 9월 20일      | 브리즈번         | 오스트레일리아    | 브리즈번 엔터테인먼트 센터         |
| 2009년 9월 22일      | 애들레이드       | 오스트레일리아    | 애들레이드 엔터테인먼트 센터       |
| 2009년 9월 24일      | 퍼스             | 오스트레일리아    | 부르스우드 돔                      |
| 아시아               |                  |                   |                                    |
| 2009년 9월 26일[d]   | 중심지구         | 싱가포르          | 포트 케이닝                        |
| 2009년 10월 12일     | 고베             | 일본              | 월드 메모리얼 홀                   |
| 2009년 10월 13일     | 오사카           | 일본              | 오사카 성 홀                       |
| 2009년 10월 15일     | 나고야           | 일본              | Nippon Gaishi Hall                 |
| 2009년 10월 17일     | 사이타마         | 일본              | 사이타마 슈퍼 아레나               |
| 2009년 10월 18일     | 사이타마         | 일본              | 사이타마 슈퍼 아레나               |
| 2009년 10월 20일     | 서울             | 대한민국          | 올림픽체조경기장                   |
| 2009년 10월 21일     | 서울             | 대한민국          | 올림픽체조경기장                   |
| 2009년 10월 23일     | 베이징           | 중국              | 마스터카드 센터                    |
| 2009년 10월 29일[e]  | 아부다비         | 아랍에미리트      | 예스 아레나                        |
| 유럽                 |                  |                   |                                    |
| 2009년 11월 2일      | 모스크바         | 러시아            | 올림픽 스타디움                    |
| 아프리카             |                  |                   |                                    |
| 2009년 11월 6일      | 마르사 알람      | 이집트            | The Island at Port Ghalib          |
| 유럽                 |                  |                   |                                    |
| 2009년 11월 8일      | 아테네           | 그리스            | OACA 올림픽 인도어 홀              |
| 2009년 11월 11일     | 리버풀           | 영국              | 에코 아레나 리버풀                 |
| 2009년 11월 12일     | 버밍엄           | 영국              | 네셔널 인도어 아레나               |
| 2009년 11월 14일     | 런던             | 영국              | 더 O2                              |
| 2009년 11월 15일 [f] | 런던             | 영국              | 더 O2                              |
| 2009년 11월 16일     | 런던             | 영국              | 더 O2                              |
| 2009년 11월 18일     | 맨체스터         | 영국              | 맨체스터 아레나                    |
| 2009년 11월 19일     | 뉴캐슬어폰타인   | 영국              | 메트로 라디오 아레나               |
| 2009년 11월 20일     | 노팅엄           | 영국              | 네셔널 아이스 센터                 |
| 2009년 11월 22일     | 더블린           | 아일랜드          | 더 O2                              |
| 2009년 11월 23일     | 더블린           | 아일랜드          | 더 O2                              |
| 2009년 11월 24일     | 벨파스트         | 북아일랜드        | 오디세이 아레나                    |
| 남아메리카           |                  |                   |                                    |
| 2010년 2월 4일       | 플로리아노폴리스 | 브라질            | Parque do Planeta Atlântida        |
| 2010년 2월 6일       | 상파울루         | 브라질            | 모룸비 경기장                      |
| 2010년 2월 7일       | 리우데자네이루   | 브라질            | HSBC 아레나                        |
| 2010년 2월 8일       | 리우데자네이루   | 브라질            | HSBC 아레나                        |
| 2010년 2월 10일      | 사우바도르       | 브라질            | Parque de Exposições de Salvador   |
| 2010년 2월 12일      | 부에노스아이레스 | 아르헨티나        | Hipódromo de San Isidro            |
| 2010년 2월 14일      | 산티아고         | 칠레              | 무비스타 아레나                    |
| 2010년 2월 16일      | 리마             | 페루              | a Explanada del Estadio Monumental |
| 카리브               |                  |                   |                                    |
| 2010년 2월 18일      | 포트오브스페인   | 트리니다드 토바고 | 퀸스 파크 사바나                   |